# 10300 Tanakadate
10300 Tanakadate eller 1989 EG1 är en asteroid i huvudbältet som upptäcktes den 6 mars 1989 av den japanska astronomen Tsutomu Seki vid Geisei-observatoriet. Den är uppkallad efter den japanske fysikern Tanakadate Aikitsu.
Asteroiden har en diameter på ungefär 3 kilometer.